# Modulaire vorm
In de wiskunde is een modulaire vorm een (complexe) analytische functie op het bovenhalfvlak die aan een bepaald type functionaalvergelijking met betrekking tot de werking van de modulaire groep en ook aan een groeiconditie voldoet. De theorie van de modulaire vormen behoort derhalve tot de functietheorie, maar de belangrijkste betekenis van de theorie is van oudsher in haar verbindingen met de getaltheorie. Modulaire vormen komen ook voor in andere gebieden, zoals de algebraïsche topologie en de snaartheorie. 
Een modulaire functie is een modulaire vorm die invariant is met betrekking tot de modulaire groep, maar zonder de conditie dat  {\displaystyle f(z)} holomorf op oneindig is. In plaats daarvan zijn modulaire functies meromorf op oneindig. 
De theorie van modulaire vormen is een speciaal geval van de meer algemene theorie van de automorfe vormen, en kan daarom worden gezien als de meest concrete manifestatie van een rijke theorie van discrete groepen.

## Modulaire vormen voor SL(2,Z)
Een modulaire vorm van gewicht {\displaystyle k} voor de modulaire groep
{\displaystyle \mathrm {SL} (2,\mathbb {Z} )=\left\{\left({\begin{array}{cc}a&b\\c&d\end{array}}\right),a,b,c,d\in \mathbb {Z} ,ad-bc=1\right\}}
is een complexwaardige functie {\displaystyle f} op het bovenhalfvlak {\displaystyle \mathbb {H} =\{z\in \mathbb {C} ;\Im (z)>0\}} die voldoet aan de volgende drie voorwaarden:
1. {\displaystyle f} is een holomorfe functie op {\displaystyle \mathbb {H} };
2. voor elke {\displaystyle z\in \mathbb {H} } en {\displaystyle a,b,c,d\in \mathbb {Z} } met {\displaystyle ad-bc=1} geldt {\displaystyle f\left({\frac {az+b}{cz+d}}\right)=(cz+d)^{k}f(z)};
3. {\displaystyle f} moet holomorf zijn voor {\displaystyle z\to i\infty }.

De laatste voorwaarde wordt ook verwoord door te zeggen dat  {\displaystyle f} "holomorf aan de cusp" is, een terminologie die hieronder verder wordt toegelicht. Het gewicht {\displaystyle k} is typisch een positief geheel getal.
De tweede voorwaarde met de matrices {\displaystyle S=\left({\begin{array}{cc}0&-1\\1&0\end{array}}\right)} en {\displaystyle T=\left({\begin{array}{cc}1&1\\0&1\end{array}}\right)} leest als respectievelijk 
{\displaystyle f\left(-{\frac {1}{z}}\right)=z^{k}f(z)}
en
{\displaystyle f(z+1)=f(z)}
Aangezien {\displaystyle S} en {\displaystyle T} de modulaire groep {\displaystyle \mathrm {SL} (2,\mathbb {Z} )} genereren is de tweede voorwaarde hierboven equivalent aan deze twee vergelijkingen. Merk op dat aangezien
{\displaystyle f(z+1)=f(z)},
modulaire vormen periodiek zijn met periode 1, dus een fourierreeks hebben. Merk op dat voor oneven {\displaystyle k} alleen de nul-functie aan de tweede voorwaarde kan voldoen.

### Definitie in termen van roosters of elliptische krommen
Een modulaire vorm kan op equivalente wijze worden gedefinieerd als een functie  {\displaystyle f} uit de verzameling van roosters {\displaystyle \Lambda } in {\displaystyle \mathbb {C} } (dat wil zeggen ondergroepen van {\displaystyle \mathbb {C} } die isomorf zijn met {\displaystyle \mathbb {Z} ^{2}}) met de verzameling van complexe getallen die aan bepaalde voorwaarden voldoet:
1. Als men het rooster {\displaystyle \Lambda =\langle \alpha ,z\rangle } beschouwt dat door een constante {\displaystyle \alpha } wordt gegenereerd; en een variabele {\displaystyle z}, dan is {\displaystyle f(\Lambda )} een analytische functie van {\displaystyle z}.
2. Als {\displaystyle \alpha } een complex getal ongelijk aan 0 is en {\displaystyle \alpha \Lambda } het rooster is dat wordt verkregen door elk element van {\displaystyle \Lambda } met {\displaystyle \alpha } te vermenigvuldigen, dan geldt {\displaystyle f(\alpha \Lambda )=\alpha ^{-k}F(\Lambda )}, waarin {\displaystyle k} een constante is (meestal een positief geheel getal), die men het 'gewicht' van de modulaire vorm noemt.
3. De absolute waarde van {\displaystyle f(\Lambda )} blijft van boven begrensd, zolang de absolute waarde van het kleinste niet-nulzijnde element in {\displaystyle \Lambda } wegbegrensd wordt van 0.

Het belangrijkste idee in het bewijzen van de gelijkwaardigheid van de twee definities is dat een dergelijke functie {\displaystyle f} bepaald wordt door haar waarden op roosters van de modulaire vorm {\displaystyle \langle 1,\omega \rangle }, waarbij {\displaystyle \omega \in \mathbb {H} }; dit als een gevolg van de eerste eigenschap.

### Modulaire functies
Wanneer het gewicht {\displaystyle k} gelijk is aan nul kan worden aangetoond dat de enige modulaire vormen constante functies zijn. Het weglaten van de eis dat {\displaystyle f} holomorf moet zijn, leidt tot het begrip modulaire functies. Een functie {\displaystyle f:\mathbb {H} \to \mathbb {C} } wordt dan en slechts dan modulair genoemd als aan de volgende eigenschappen voldaan is:
1. {\displaystyle f} is meromorf in het bovenhalfvlak {\displaystyle \mathbb {H} }.
2. Voor elke matrix {\displaystyle \left({\begin{array}{cc}a&b\\c&d\end{array}}\right)} in the modulaire groep {\displaystyle \Gamma }, {\displaystyle f\left({\frac {az+b}{cz+d}}\right)=f(z)}.
3. Zoals hierboven aangegeven, impliceert de tweede conditie dat {\displaystyle f} periodiek is, en daarom een fourierreeks heeft. De derde conditie is dat deze reeks van de vorm 
 {\displaystyle \quad f(z)=\sum _{n=-m}^{\infty }a_{n}e^{2i\pi nz}}

is. Het wordt vaak beschreven in termen van {\displaystyle q=\exp(2\pi iz)}, het kwadraat van de nome, 
 {\displaystyle \quad f(z)=\sum _{n=-m}^{\infty }a_{n}q^{n}}
Hieraan wordt ook gerefereerd als de {\displaystyle q}-expansie van {\displaystyle f}. De coëfficiënten {\displaystyle a_{n}} staan bekend als de Fourier-coëfficiënten van {\displaystyle f}, en het getal {\displaystyle m} wordt de orde van de pool van {\displaystyle f} in {\displaystyle i\infty } genoemd. 
Deze conditie wordt vaak "meromorf aan de cusp" genoemd. Dit betekent dat alleen een eindig aantal coëfficiënten van termen van negatieve-exponenten ongelijk aan nul zijn, zodat de {\displaystyle q}-expansie van beneden begrensd is, wat garandeert dat de expansie meromorf is in {\displaystyle q=0}.

## Overig

### Gehele vormen
Als {\displaystyle f} holomorf is op de cusp, dat wil zeggen geen pool heeft in {\displaystyle q=0}, wordt het een 'volledige modulaire vorm' genoemd.
Als {\displaystyle f} meromorf, maar niet holomorf is op de cusp, wordt het een niet-volledige modulaire vorm genoemd. De j-invariant is bijvoorbeeld een niet-volledige modulaire vorm met gewicht 0 en een enkelvoudige pool in {\displaystyle i\infty }.

### Automorfe factoren en andere veralgemeningen
Andere gebruikelijke veralgemeningen staan toe dat het gewicht {\displaystyle k} geen geheel getal hoeft te zijn, en staan ook toe dat een multiplier {\displaystyle \varepsilon (a,b,c,d)<N} met {\displaystyle \left|\varepsilon (a,b,c,d)\right|=1} in de transformatie verschijnt, zodanig dat
{\displaystyle f\left({\frac {az+b}{cz+d}}\right)=\varepsilon (a,b,c,d)(cz+d)^{k}f(z)}
Functies van de modulaire vorm {\displaystyle \varepsilon (a,b,c,d)(cz+d)^{k}} staan bekend als automorfe factoren.
Functies zoals de Dedekind-η-functie, een modulaire vorm van gewicht 1/2, kunnen door de theorie worden ingepast door automorfe factoren toe te staan. Laat {\displaystyle \chi } bijvoorbeeld een Dirichlet-karakter mod {\displaystyle N} zijn. Een modulaire vorm van gewicht {\displaystyle k}, niveau {\displaystyle N} (of niveaugroep {\displaystyle \Gamma _{0}(N)}) met nebentypus {\displaystyle \chi } is een holomorfe functie {\displaystyle f} op het bovenhalfvlak zodanig dat voor enige 
{\displaystyle {\begin{pmatrix}a&b\\c&d\end{pmatrix}}\in \Gamma _{0}(N)}
en enige {\displaystyle z} in het bovenhalfvlak geldt dat 
{\displaystyle f\left({\frac {az+b}{cz+d}}\right)=\chi (d)(cz+d)^{k}f(z)}
en dat {\displaystyle f} een holomorfe functie is op alle cusps. Wanneer de modulaire vorm op alle cusps verdwijnt, wordt het een cuspvorm genoemd. 

## Voorbeelden
De eenvoudigste voorbeelden van modulaire vormen zijn de eisenstein-reeksen. Voor elk even geheel getal {\displaystyle k>2} definieert men {\displaystyle E_{k}(\Lambda )} als de som van {\displaystyle \lambda ^{-k}} over alle vectoren {\displaystyle \lambda } van {\displaystyle \Lambda }, ongelijk aan 0:
{\displaystyle E_{k}(\Lambda )=\sum _{\lambda \in \Lambda ,\lambda \neq 0}\lambda ^{-k}}
De conditie {\displaystyle k>2} is nodig voor convergentie. De conditie dat {\displaystyle k} even is voorkomt dat {\displaystyle \lambda ^{-k}} wegvalt tegen {\displaystyle (-\lambda )^{-k}}.
Een even unimodulair rooster {\displaystyle L} in {\displaystyle \mathbb {R} ^{n}} is een rooster dat wordt gegenereerd door {\displaystyle N} vectoren, die de kolommen van een matrix met determinant 1 vormen, en aan de voorwaarde voldoet dat het kwadraat van de lengte van elke vector in {\displaystyle L} een even geheel getal is. Als een gevolg van de Poisson-sommatieformule is de thèta-functie
{\displaystyle \vartheta _{L}(z)=\sum _{\lambda \in L}e^{\pi i\Vert \lambda \Vert ^{2}z}}
een modulaire vorm van gewicht {\displaystyle N/2}. Het is niet zo gemakkelijk om even unimodulaire roosters te construeren, maar er is een manier: Laat {\displaystyle N} een geheel getal zijn dat deelbaar is door 8 en beschouw alle vectoren {\displaystyle v\in \mathbb {R} ^{n}} zodanig dat {\displaystyle 2v} geheeltallige coördinaten heeft die of alle even of alle oneven zijn, en zodanig dat de som van de coördinaten van {\displaystyle v} een even geheel getal is. Wij noemen dit rooster {\displaystyle L^{n}}. Als {\displaystyle N=8}  staat het rooster dat wordt gegenereerd door de wortels in het wortelsysteem, bekend onder de naam E8. Omdat er op scalaire vermenigvuldiging na slechts één modulaire vorm is met gewicht 8, is:
{\displaystyle \vartheta _{L_{8}\times L_{8}}(z)=\vartheta _{L_{16}}(z)},
ondanks dat de roosters {\displaystyle L_{8}\times L_{8}} en {\displaystyle L_{16}} niet vergelijkbaar zijn. John Milnor nam waar dat de 16-dimensionale tori die worden verkregen door {\displaystyle \mathbb {R} ^{16}} te delen door deze twee roosters, als gevolg daarvan voorbeelden zijn van compacte Riemann-variëteiten die isospectraal, maar niet isometrisch zijn. 
De Dedekind-èta-functie wordt gedefinieerd als
{\displaystyle \eta (z)=q^{1/24}\prod _{n=1}^{\infty }(1-q^{n}),\ q=e^{2\pi iz}}
Dan is de modulaire discriminant {\displaystyle \Delta (z)=\eta (z)^{24}} een modulaire vorm van gewicht 12. De aanwezigheid van 24 kan worden verbonden met het Leech-rooster, dat 24 dimensies heeft. Een beroemd vermoeden van Ramanujan beweert dat de {\displaystyle q^{p}} coëfficiënten voor elk priemgetal {\displaystyle p} een absolute waarde hebben waarvoor geldt dat deze kleiner of gelijk is aan {\displaystyle 2p^{11/2}}. Dit werd gesteld door Pierre Deligne in zijn werk over de vermoedens van Weil. 
De tweede en derde voorbeelden laten iets zien over het verband tussen modulaire vormen en een aantal klassieke vragen in de getaltheorie: zoals de representatie van gehele getallen door kwadratische vormen en de partitiefunctie. Het cruciale begripsmatige verband tussen modulaire vormen en getaltheorie wordt gelegd door de theorie van de Hecke-operatoren, die ook een verband legt tussen de theorie van de modulaire vormen en de representatietheorie.

## Generalisaties
Naast het klassieke gebruik zijn er andere toepassingen van de term 'modulaire functie', bijvoorbeeld in de theorie van de Haarmaten is het een functie {\displaystyle \Delta (g)} die bepaald wordt door de conjugatiewerking.
- Maass-modulaire vormen zijn reëel-analytische eigenfuncties van de Laplaciaan, die niet  holomorf hoeven te zijn. De holomorfe delen van bepaalde zwakke Maass-golfvormen bleken in essentie Ramanujans mock theta-functies te zijn. Groepen die geen ondergroepen van {\displaystyle \mathrm {SL} (2,\mathbb {Z} )} zijn, kunnen worden beschouwd.

- Hilbert-modulaire vormen zijn functies in {\displaystyle N} variabelen, waar elke variabele een complex getal in het bovenhalfvlak is, dat voldoet aan een modulaire relatie voor 2×2-matrices met elementen in een totaal reëel getallenlichaam.

- Siegel-modulaire vormen worden op dezelfde manier met grotere symplectische groepen geassocieerd als waarop de modulaire vormen, die wij hierboven hebben besproken, geassocieerd zijn met {\displaystyle \mathrm {SL} (2,\mathbb {R} )}, met andere woorden zijn ze gerelateerd aan abelse variëteiten in dezelfde zin dat onze vormen (die soms ook elliptische modulaire vormen worden genoemd (om het punt te benadrukken) aan elliptische krommen zijn gerelateerd.

- Jacobi-modulaire vormen zijn een mix van modulaire vormen en elliptische functies. Voorbeelden van dergelijke functies zijn zeer klassiek - de Jacobi-thèta-functies en de Fourier-coëfficiënten van Siegel-modulaire vormen van genus twee - maar het is een relatief recente waarneming dat de Jacobi-modulaire vormen een rekenkundige theorie hebben die zeer analoog zijn aan de gebruikelijke theorie van de modulaire vormen.

- Automorfe vormen breidden de notie van modulaire vormen uit naar algemene Lie-groepen.

## Geschiedenis
De theorie van de modulaire vormen werd ontwikkeld in vier perioden: allereerst in het eerste deel van de negentiende eeuw in verband met de theorie van de elliptische functies; daarna tegen het einde van de negentiende eeuw door Felix Klein en anderen op het moment dat het automorfe vorm concept (voor één variabele) langzamerhand werd begrepen; vervolgens vanaf 1925 door Erich Hecke; en ten slotte in de jaren 1960, toen de behoeften van de getaltheorie en in het bijzonder de formulering van de stelling van Shimura-Taniyama duidelijk maakten dat modulaire vormen daar een belangrijke rol in spelen. 
Het bedenken van de term modulaire vorm wordt meestal toegeschreven aan Erich Hecke.